# Dealsite
Dealsite (deal-side), er en side, der giver sine forbrugere tilbud på en række produkter og disse er gerne på dag til dag-basis . Disse sider fungerer ved at skaffe et stort antal brugere, herefter de tager kontakt til virksomheder og restauranter og tilbyde dem at ligge et tilbud på deal-siden. Dette er ofte en dag af gangen, deraf navnet daily-deal.
Dette sker ved at give god rabat på produktet, hvilket giver incitament til kunderne til at købe tilbuddet. Dette resulterer i at der kommer flere til deal-siden osv. Deal-siden tager selv nogle procenter pr. salg.

## Historie
Der er kommet og gået mange deal-sider igennem tiden. En af de største der stadig er her i dag og som virkelig satte deal-sider på landkortet, er Groupon.com. De kom til i november 2008, og er siden blevet den anden hurtigst voksende virksomhed der har nået en milliard værdiansættelse nogensinde.
Men før dem var det sider som Woot.com der startede det hele tilbage i juli 2004. I 2006 var der hundredvis af de såkaldte Deal-sider. Det var dog ikke alle der fik succes. Men efter Groupon, har folk fået øjnene op for Daily-deals og markedet er siden gået hen og blevet en milliard forretning verden over.
Dette har også ledt til opstandelsen af den nye industri for deal aggregatorer , som samler deals fra mange forskellige dealsites ét sted. Services som Bownty , der opererer på det Europæiske marked (herunder også i Danmark), består i at give overblik til brugerne, som her har muligheden for at se deals fra mange forskellige udbydere i hver kategori eller by, i stedet for at være tilmeldt flere steder.

## Facebook - Sociale netværk.
Senest har Facebook også prøvet at lancere daily-deals, dog uden held og har senere trukket det tilbage igen. De sociale netværk har dog bidraget positivt til deal-sider helt generelt, den sociale platform giver disse sider grobund til at vokse og sprede sig hurtigere end nogensinde før.

## Forretningsmodel.
En væsentlig del af forretningsmodellen er have en value proposition - noget tillokkende for kunden - som oftest er store rabatter. Forretningsmodellen for virksomheden, fx Groupon og andre, baserer sig på forretningsbetingelserne, som oftest sikrer at et meget stort antal af de købte beviser ikke indløses. Dels udløber de ganske hurtigt og dels er der ofte ekstra betingelser, fx at leverandøren der kan være en restaurant har plads osv. som gør at tiden går og at det ikke kommer til at passe sammen for køberen. Dette giver en potentielt stor avance på 100% af en del af købene.
Som forbruger bør du være opmærksom på, at såfremt andet ikke er angivet, så virker købte beviser i 3 år, jf. Forbrugerombudsmanden. For din egen pengepungs skyld bør du også bruge lidt tid på at sikre dig, at den tilbudte deal rent faktisk er så god, som deal-sitet påstår, da de ikke altid sammenligner deal-prisen med den laveste pris i markedet.

## Niche dealsites
Senest er konceptet begyndt at søge mod nye markeder, såkaldte nicher. Forskellige deal-sites er derfor begyndt at lancere niche bestemte deals, som markedsfører sig på alt fra byer, køn, etnicitet, seksualitet osv.